# Nikonkroniek

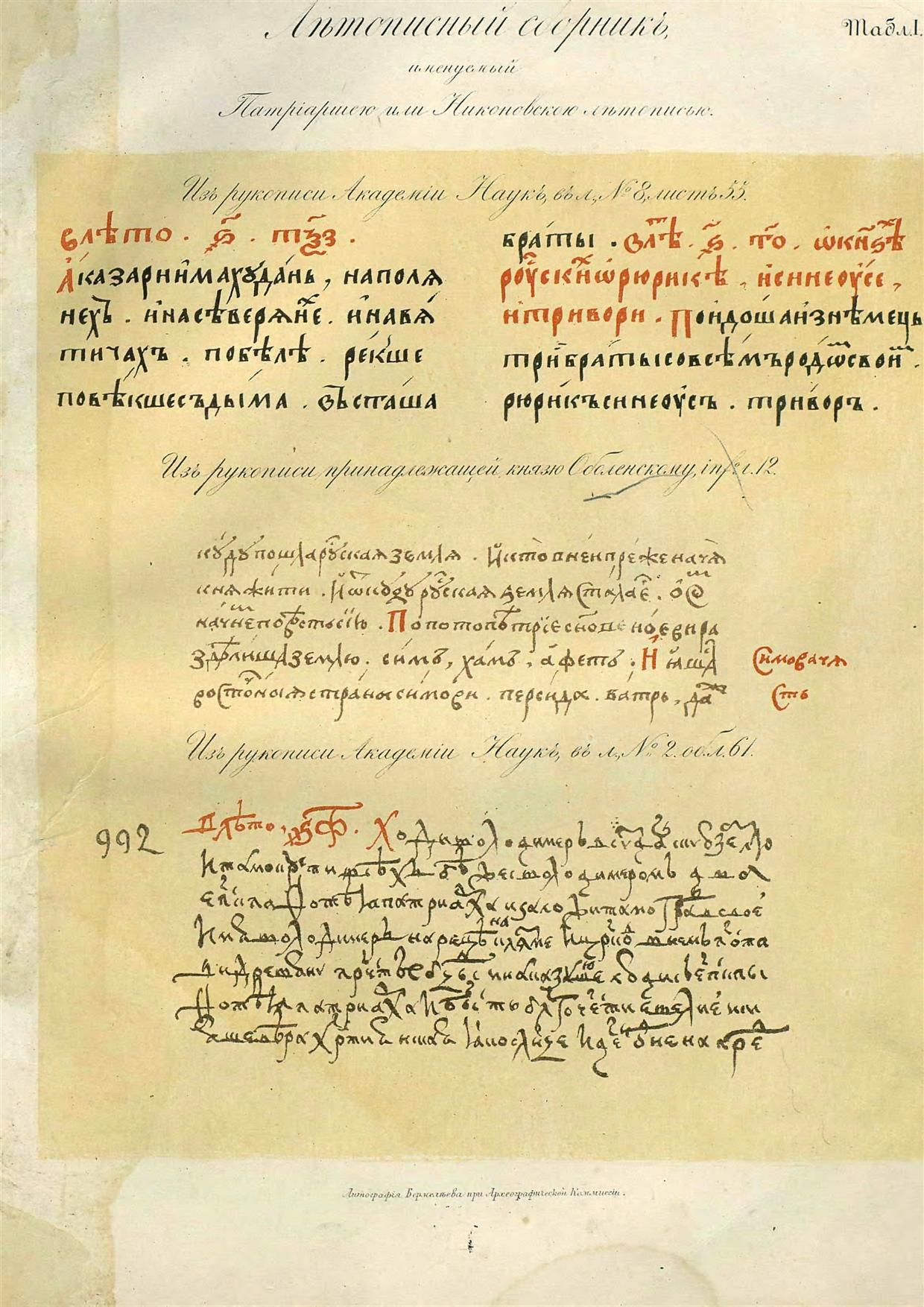
Een pagina uit de Nikonkroniek

De Nikonkroniek of Patriarchkroniek (Russisch: Никоновская летопись, Патриаршья летопись) is een omvangrijke compilatie van Oost-Slavische kronieken ondernomen aan het hof van Ivan IV van Rusland in het midden van de 16e eeuw. De compilatie is vernoemd naar patriarch Nikon van Moskou, die een kopie ervan bezat. 
De kroniek beslaat de jaren 859-1520, met aanvullende informatie over 1521-1558. Het bevat gedetailleerde verhalen over de belangrijkste gebeurtenissen, zoals het Verhaal van de Slag aan de Neva, het Verhaal van de Slag op het IJs, het Verhaal van de inval van Tochtamysj, en het Verhaal van de dood van Michaël van Tver, enz. Sommige van deze verhalen hebben duidelijke parallellen met de Russische folklore en orthodoxe hagiografie.
De kroniek bevat een groot aantal feiten niet eerder vermeld in oudere bronnen. Sommige van deze invoegingen worden gedacht de politieke ideologie van het ontluikende Tsaardom Rusland te weerspiegelen. Zo worden de 12e-eeuwse Koemanen en de 16e-eeuwse Kazan-Tataren bijvoorbeeld regelmatig samengevoegd.
De eerste versie van de Nikonkroniek maakte deel uit van de Obolenski-verzamelijng, tussen 1526 en 1530 samengesteld onder leiding van de Moskouse metropoliet Daniël.
Later werd de periode 1521-1556 toegevoegd. Het laatste deel, geschreven in het midden van de jaren 1570, beschrijft de gebeurtenissen van 1556 tot 1558.
De definitieve versie van de Nikonkroniek werd omstreeks 1637 samengesteld, waarbij meerdere teksten werden toegevoegd zoals Het verhaal van het leven van Fjodor Ivanovitsj en de Nieuwe Kroniek.